# Stirling Colgate

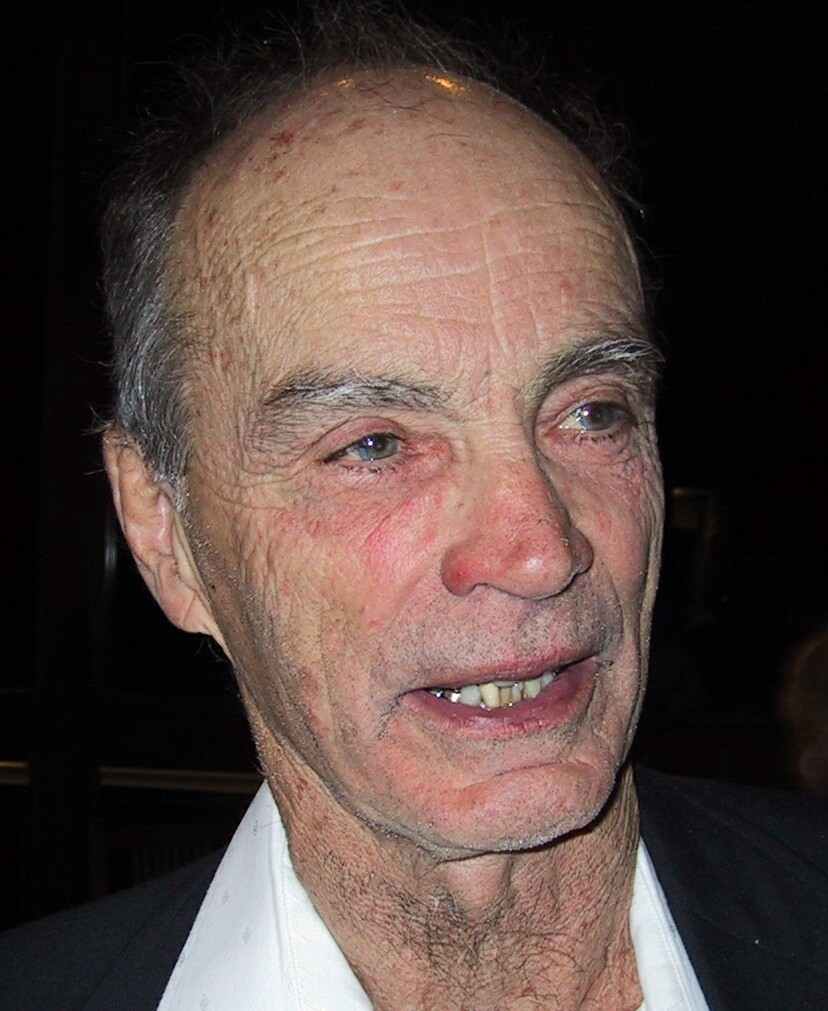
Stirling Colgate (2001)

Stirling Auchincloss Colgate (* 14. November 1925 in New York City; † 1. Dezember 2013 in Los Alamos, New Mexico) war ein US-amerikanischer Physiker, der in der Nuklearwaffenforschung und Astrophysik arbeitete.

## Leben
Colgate ging in Los Alamos, New Mexico, zur Schule. Als diese durch den Beginn des Manhattan Project 1942 geschlossen wurde, erhielten Colgate und seine Mitschülern vorzeitig ihre Abschlüsse. Er studierte Elektrotechnik an der Cornell University und diente im Zweiten Weltkrieg in der Handelsmarine. 1946 setzte er sein Studium an der Cornell University fort, wo er 1948 seinen Bachelor-Abschluss machte und 1952 in Kernphysik promovierte. Nach einer Post-Doc-Zeit an der University of California, Berkeley ging er 1952 ans Lawrence Livermore Laboratory, wo er bei Edward Teller an der Entwicklung der Wasserstoffbombe arbeitete. Er maß unter anderem den Fallout der Wasserstoffbombenexplosionen und unternahm numerische Rechnungen. Dabei untersuchte er auch die Auswirkungen von Explosionen im Weltall, was ihm Kontakte zur Astrophysik verschaffte. Mitte der 1960er Jahre wandte er die am Labor entwickelten numerischen Techniken für hydrodynamische Simulationen mit Richard H. White (* 1934) auf die Untersuchung von Supernovae an, gefördert durch Subrahmanyan Chandrasekhar. Vorherige Berechnungen führten zu keiner Explosion, die Stoßwelle der auf den Neutronenstern-Kern einstürzenden Materie reichte nicht den Stern zu zerreißen. Colgate und White erkannten die Bedeutung der bei der Entstehung des Neutronensterns in großer Zahl erzeugten Neutrinos, um Energien aus der Stoßwelle nach außen zu übertragen und damit die Explosion auszulösen. Ihr Aufsatz war ein erster Durchbruch, viele offene Fragen blieben aber, und da auch das Szenario von Colgate und White im Endeffekt keine Sternexplosion lieferte, wurde es zwischenzeitlich aufgegeben. Die Berechnungen wurden seitdem aber wesentlich verfeinert und ausgebaut und die ursprüngliche Idee von Colgate und White bestätigt.
Motivation für ihre Supernova Rechnungen waren nach Colgate auch die Verhandlungen über ein Teststoppabkommen mit den Russen in Genf 1959, an denen Colgate beteiligt war, und bei denen er gegen eine Satellitenüberwachung einwandte, dass auch das Aufleuchten von Supernovae fälschlich für Kernwaffentests gehalten werden könnte. Später wurden von solchen Beobachtungssatelliten die ersten Gamma-Ray-Bursts entdeckt. 1960 erörterte Colgate mit Montgomery Johnson die Frage, ob Supernovae als Quellen hochenergetischer kosmischer Strahlung in Betracht kämen. 1962 wurde er Fellow der American Physical Society.
Mitte der 1960er bis etwa 1973 war er Präsident des New Mexico Institute of Mining and Technology in Socorro und später dort Professor Emeritus. Ab 1976 war er auch am Los Alamos National Laboratory in der Theorieabteilung. Ab 1980 leitete er die Gruppe für theoretische Astrophysik. 1983 war er einer der Mitgründer des Santa Fe Institute.
Neben den bereits erwähnten Forschungsinteressen beschäftigte er sich auch mit Trägheitsfusion, Plasmaphysik, Modellen der AIDS-Epidemie, Physik der Atmosphäre (wo er 1982 das Innere von Tornados mit kleinen Raketen untersuchte), Geotektonik.
2006 erhielt er die Los Alamos National Laboratory Medal. Seine Verbindung von Arbeit an Nuklearwaffen und gleichzeitig Grundlagenforschung in Astrophysik und Trägheitsfusion wurde vom Labor dabei besonders hervorgehoben, auch als Anreiz fähige Physiker für die Nuklearwaffenforschung zu rekrutieren. 1990 erhielt er den Bruno-Rossi-Preis. Seit 1984 war er Mitglied der National Academy of Sciences.
Als Demonstration der Ausbreitung der Stoßwelle in einer Supernova erfand er das Spielzeug Astro-Blaster.
Er war seit 1947 verheiratet und hatte drei Kinder.

## Verweise
1. ↑  American Men and Women of Science, Thomson Gale 2004
2. ↑  Nachruf
3. ↑  Colgate, R. White: The hydrodynamic behavior of supernova explosions. In: Astrophys. Journal. Band 143, 1966, S. 626–681
4. ↑  Einen weiteren wesentlichen Fortschritt erzielte z. B. James Ricker Wilson Anfang der 1980er Jahre
5. ↑  Colgate 1981 zu seinem Aufsatz von 1966 über Supernovae-Simulationen, PDF-Datei
6. ↑  Colgate, M. Johnson: Hydrodynamic Origin of cosmic rays. In: Physical Review Letters. Band 5, 1960, S. 235–238
7. ↑  Timothy Samaras: A historical perspective of in-situ observations within Tornado cores. PDF-Datei
8. ↑  Beschreibung des Astro-Blaster (Memento vom 25. September 2009 im Internet Archive)

| Personendaten    | Personendaten                                      |
| ---------------- | -------------------------------------------------- |
| NAME             | Colgate, Stirling                                  |
| ALTERNATIVNAMEN  | Colgate, Stirling Auchincloss (vollständiger Name) |
| KURZBESCHREIBUNG | US-amerikanischer Physiker                         |
| GEBURTSDATUM     | 14. November 1925                                  |
| GEBURTSORT       | New York City                                      |
| STERBEDATUM      | 1. Dezember 2013                                   |
| STERBEORT        | Los Alamos, New Mexico                             |